# 29761 Lorenzo
29761 Lorenzo è un asteroide della fascia principale. Scoperto nel 1999, presenta un'orbita caratterizzata da un semiasse maggiore pari a 2,3356089 au e da un'eccentricità di 0,1953814, inclinata di 1,91577° rispetto all'eclittica.
L'asteroide è dedicato a Lorenzo Bartolini, primogenito dello scopritore e nipote della scopritrice.